# Telesia
Telesia era una città romana di origine sannita nella Valle Telesina, nel territorio comunale dell'odierna San Salvatore Telesino, a metà strada tra questo centro e quello di Telese Terme, in una fertile pianura alla confluenza del fiume Calore con il Volturno.
La città era collocata in una posizione chiave del sistema viario del Sannio meridionale essendo posta a metà strada fra Capua, Benevento e Venafro.
L'originale tecnica difensiva delle mura di Telesia anticipa di sedici secoli la tecnologia del forte bastionato.

## Storia

### La Telesia sannitica (Tulisium)
La città venne citata per la prima volta nel 217 a.C. quando fu occupata dal generale cartaginese Annibale per poi essere conquistata da Quinto Fabio Massimo nel 214 a.C., durante la seconda guerra punica.
Prima del 217 a.C. della città non si hanno notizie. Vengono però citati ampiamente alcuni cittadini di Telesia come i componenti della famiglia dei Ponzi.
Leggendario resta infatti Caio Ponzio, condottiero sannita che umiliò i romani nel 321 a.C. nella battaglia delle Forche Caudine. Caio Ponzio, figlio di Caio Erennio e della nobile sannita Didima, venne chiamato "Telesino" da diversi scrittori antichi.
Cicerone narra che Caio Erennio Telesino, padre del famoso Ponzio, partecipò ad un incontro di dotti e di illustri personalità tenutosi a Taranto. A questo simposio parteciparono anche Platone e Archita.
Secondo alcuni studiosi, oltre i Ponzi, ebbero origini telesine altre famiglie: i Minuci, i Valeri, i Massimi, i Rufi e gli Enni.
Secondo alcuni storici la Telesia sannitica si trovava originariamente su monte Acero dove si possono ancora oggi vedere i resti di un'antica fortificazione chiamata "Arce", mentre altri studiosi ritengono che l'originario insediamento si trovasse nel territorio comunale dell'attuale Castelvenere. Queste ultime tesi spiegherebbero la mancata citazione della città da parte dello storico romano Tito Livio durante la cronaca delle guerre sannitiche. Secondo questi studiosi il centro sannita di Telesia si sarebbe poi "spostato" in età romana nella piana dove ancora oggi se ne possono ammirare i ruderi.
Alcuni scavi archeologici nel territorio dove sorgeva Telesia hanno però testimoniato la loro abitazione da parte dei sanniti. In particolare sono state rinvenute cinque tombe sannitiche in contrada Truono, poco distante dal sito archeologico romano. Altre tombe sono state rinvenute in altre due località poco distanti.
Il nome sannita della città era Tullisiom, trascritto dai greci e dai latini in Telesia.

### La Telesia romana

Vasi fittili trovati fra i ruderi di Telesia.

Nei loro scritti Tito Livio e Polibio attribuiscono grande importanza alla conquista di Telesia da parte di Annibale.
Il celebre condottiero cartaginese, dopo aver varcato le Alpi innevate e aver sconfitto i romani presso il Trasimeno, nel 216 a.C. era già sugli Appennini e, dopo essere giunto nel Sannio, «attraversò le gole del Monte detto Eribiano, accampandosi presso il fiume Volturno che divide in due la pianura».
Polibio narra che Annibale, dopo aver attraversato la gola del fiume Titerno, che ancora oggi esiste fra monte Erbano e monte Cigno in Cerreto Sannita, si stanziò nella pianura dove attaccò Telesia che all'epoca, nonostante la sua importanza strategica e commerciale, era priva di mura difensive.
Annibale occupò Telesia per circa due anni ma nel 214 a.C. Quinto Fabio Massimo espugnò la città riconducendola sotto la potestà di Roma.
Terminati gli eventi della seconda guerra punica la città divenne un Municipium, lo testimoniano alcune epigrafi in cui sono citati dei Duumviri, magistrati tipici dei municipi romani. Appunto perché municipio Telesia divenne uno dei tanti municipi protagonisti della guerra sociale, battaglia che aveva come scopo quello di conquistare l'ambita cittadinanza romana.
Uno dei generali della Lega Italica che combatteva contro Roma era Caio Ponzio Telesino, discendente del condottiero sannitico. Caio Ponzio riuscì a formare un esercito di 40.000 uomini che la notte fra il 31 ottobre e il 1º novembre dell'82 a.C. si stanziò nei pressi della capitale. Lucio Cornelio Silla, generale e dittatore romano, contrattaccò in una dura battaglia vinta dai romani. Silla per vendicarsi distrusse molte città della Lega Italica tra le quali Telesia.
Sotto il governo dei Gracchi o di Silla la città divenne sede di una colonia di legionari romana, la Herculea Telesina. La colonia fu denominata Herculea in onore del dio Ercole. In suo onore si svolgevano inoltre giochi ginnici come il pentathlon.
Telesia divenne così un importante crocevia di traffici commerciali e conobbe una rapida espansione urbanistica. Le sue mura raccoglievano migliaia di abitanti.

### La Telesia longobarda e il sisma del 1349

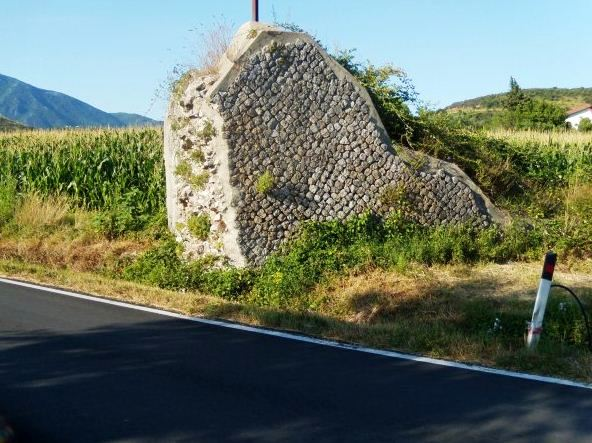
Tratti di mura in opus quasi reticulatum.

Nel V secolo si ha notizia del primo vescovo della diocesi telesina, Florenzio, che partecipò al secondo Concilio romano, celebrato da papa Ilario e tenutosi il 19 novembre dell'anno 465 nella basilica di Santa Maria Maggiore in Roma. Successore di Florenzio fu Agnello che partecipò al terzo Concilio romano, indetto da papa Felice III. A cavallo fra VI e VII secolo fu vescovo di Telesia Menna, consigliere di papa Gregorio I.
Degli anni successivi la caduta dell'Impero romano d'Occidente (476 d.C.) non si hanno molte notizie. Probabilmente Telesia subì le stesse scorrerie di barbari che interessarono Benevento.
Con l'arrivo dei longobardi la città divenne sede di un gastaldato.
La Gastaldia di Telesia o Telese iniziò alla fine del VII secolo e fu eretta a contea nel 969. Nella sua giurisdizione ricadeva anche la città di Alife.
Tra l'846 e l'847 la città fu duramente colpita dall'invasione dei saraceni. Il feroce condottiero Massar, dopo aver costretto Telesia a capitolare a causa dell'interruzione delle condutture idriche, devastò le mura e distrusse gran parte dell'abitato. A questa prima distruzione si aggiunse il terremoto dell'anno 848 che colpì duramente i paesi del Sannio. Probabilmente a causa di questi eventi il vescovo Palerio di Telese, successivamente santificato, si trasferì sui monti dell'Irpinia per cercare riparo.
A causa di questi eventi una parte consistente degli abitanti abbandonarono la città fondando nuovi centri sulle colline o comunque in zone meglio difendibili. Nacquero così San Lorenzello, San Salvatore Telesino, Frasso Telesino e il primo nucleo dell'attuale Telese Terme stretto intorno alla cattedrale della Santa Croce.
Intorno al XII secolo divenne sede di una contea normanna ma nel 1193 fu incendiata da Tancredi di Lecce perché parteggiava per Enrico VI di Svevia.
Il terremoto del 1349 causò il definitivo abbandono della città. Le numerose ed intense scosse, che si protrassero dal gennaio al 9 settembre dello stesso anno, provocarono degli episodi di sprofondamento e di sconvolgimento del suolo che originarono stagni, paludi, emanazioni di anidride carbonica e di anidride solforosa rendendo l'aria irrespirabile e la vita quasi impossibile.
Anche i vescovi dovettero abbandonare la cittadina a causa delle numerose malattie che il clima malsano portava, come la malaria.
Monsignor Branca, vescovo dal 1413 al 1453, scrisse che "aveva sperimentato sempre più insalubre e micidiale l'aere che, oltre la sua grossezza, erasi renduto assai guasto e corrotto per la esalazione delle mofete e delle acque stagnanti, cui accoppiavasi la umidità cagionata dalle correnti del rio Grassano".

## Area archeologica

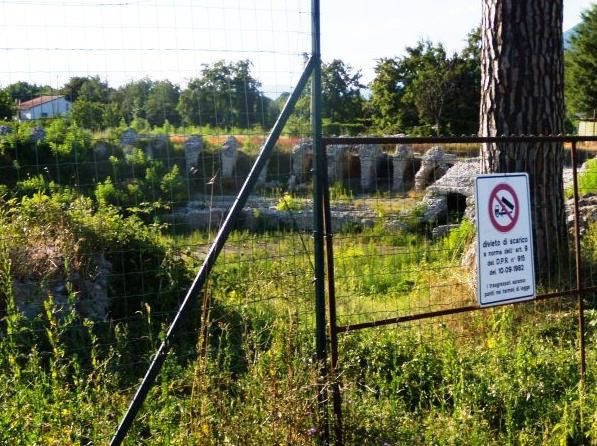
Anfiteatro

L'area archeologica è situata lungo la strada provinciale che congiunge Telese Terme a San Salvatore Telesino.
Lo storico locale Dante Marrocco, sulla base di un apposito calcolo, ha determinato la popolazione approssimativa di Telesia. Tenendo presente che la superficie dell'abitato entro le mura era di trentuno ettari, sottraendo un quinto di questa superficie (occupato da strade ed edifici pubblici), calcolando a 6 il coefficiente familiare medio e a 100 m² la casa media, gli abitanti di Telesia ammontavano a circa 15.000 abitanti, una cifra consistente per l'epoca che dimostrava l'importanza della colonia romana.
La città era crocevia di cinque diverse strade provenienti da Venafro-Alife, Compulteria, Benevento, Caiazzo, Maddaloni.
Le insule (gli isolati) erano quarantaquattro, ognuno di metri 98x41.
La maggior parte del sito archeologico è sotterrato e meriterebbe delle apposite campagne di scavo.
All'interno delle mura si può facilmente notare la mole della culla di Sansone, un mausoleo dall'incerta destinazione.

### Mura

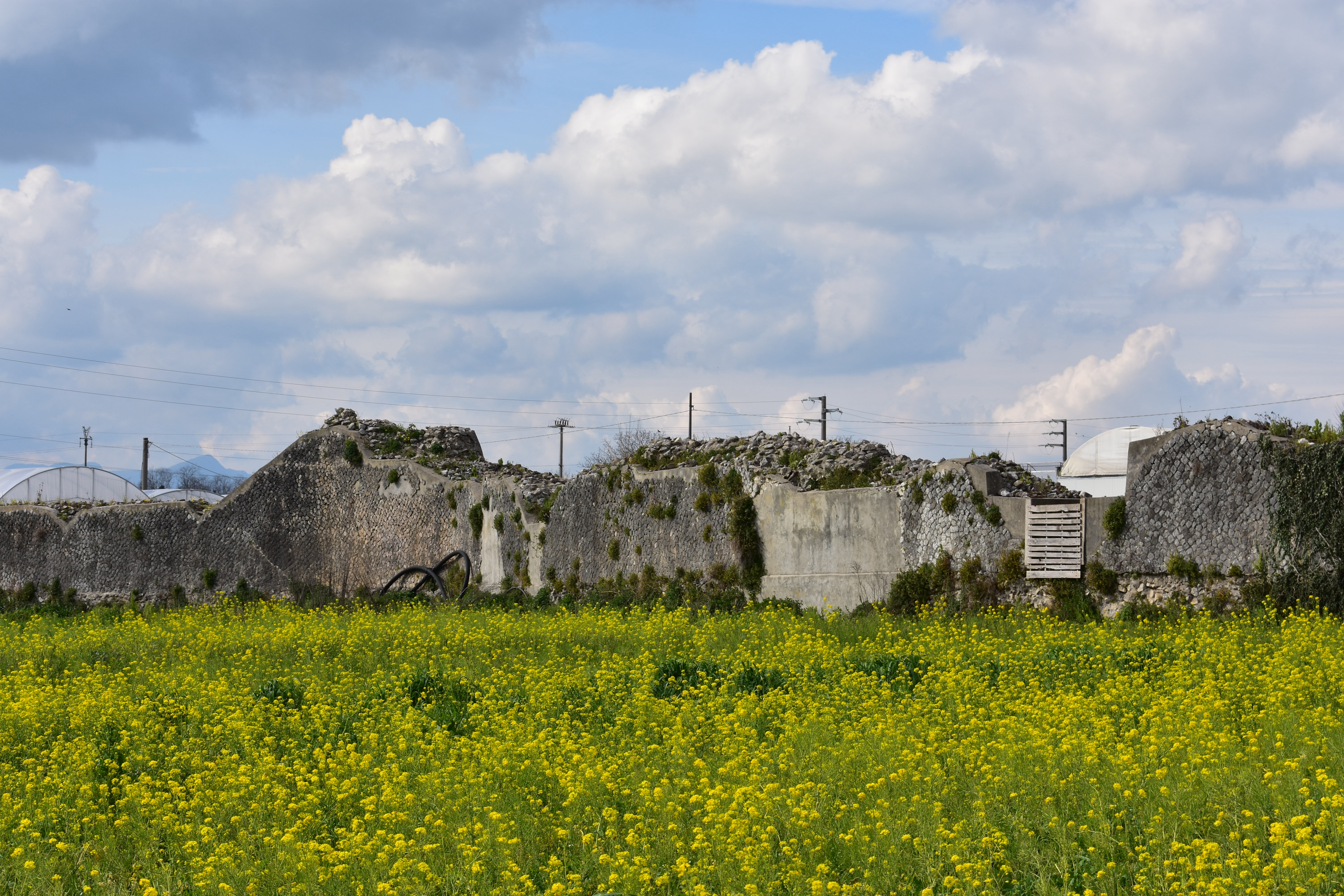

Le mura di Telesia hanno una struttura edilizia unica nel suo genere in epoca romana.
Le mura sono infatti formate da segmenti arcuati aventi la concavità rivolta verso l'esterno. Alle punte di ciascuno di questi segmenti arcuati erano site le torri, a base circolare o esagonale, nella maggior parte dei casi aventi struttura piena (cioè nelle torri non vi erano aperture).
Questa originalissima tipologia edilizia era stata dettata dall'esigenza di difendere il più possibile la città che non possedeva difese naturali essendo posta in pianura. Le mura di Telesia infatti erano efficacissime nella difesa di fiancheggiamento perché il settore di tiro di ciascuna torre era della portata di ben 250 gradi contro i 180 delle strutture difensive ordinarie.
La tecnica difensiva delle mura di Telesia anticipa di sedici secoli la tecnologia del forte bastionato. Le mura funzionavano proprio come il forte bastionato dato che la copertura balistica esterna era molto ampia.
La cinta muraria, ben conservata, è stata costruita con una tecnica edilizia omogenea, in opera incerta o quasi reticolata su di un nucleo cementizio solido. Le torri sono site a distanze regolari (30-45 metri).
Lungo le mura si aprivano tre porte principali ed altre secondarie, riconoscibili lungo il tracciato delle mura.
Il camminamento che sovrastava la cinta muraria non consente il doppio senso di ronda. Probabilmente esso era stato ampliato verso la parte interna mediante la realizzazione di strutture lignee che consentivano anche l'accesso al camminamento. Le porte erano site nelle parti concave delle mura ed erano protette dalle torri che si trovavano in posizione avanzata rispetto alle porte. Le strade lastricate in pietra basaltica sono larghe 2,51 metri.
Le mura erano alte sette metri e larghe due metri circa.

### Anfiteatro

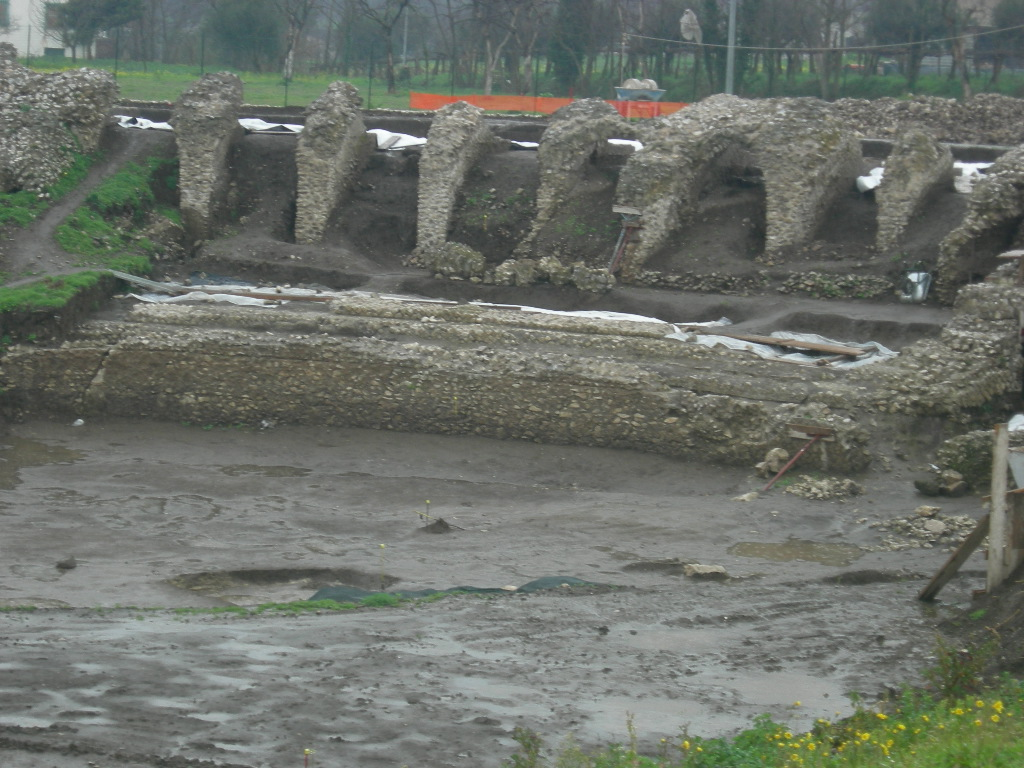
I resti dell'anfiteatro

I resti dell'anfiteatro, assieme a quelli delle mura, sono i resti più visibili della città romana dato che pochissime campagne di scavo hanno interessato le altre zone dell'urbe.
L'anfiteatro è ubicato fuori le mura, poco distante da porta di Capua, nel luogo detto Imperiale.
La sua edificazione è coeva a quella dell'anfiteatro romano di Pompei.
Un'epigrafe ricorda che la città aveva deliberato di erigere una statua a Tito Fabio Severo perché aveva offerto a sue spese dei giochi gladiatori, con una famiglia di nani, per cinque volte e con grandi festeggiamenti.
Un'altra epigrafe testimonia che a Telesia era presente una scuola di gladiatori.
Dalle epigrafi si ha notizia dell'esistenza anche di un teatro romano ma la mancanza di scavi archeologici capillari ha impedito di individuare il luogo dove si trovava. Nel teatro si esibirono anche degli attori famosi dell'epoca.

### Acquedotto
Telesia era alimentata da un acquedotto molto esteso che aveva origine a Cerreto Sannita nella località Sant'Angelo, distante sei miglia. L'acquedotto attraversava alcuni ponti che erano siti nell'attuale territorio comunale di Castelvenere per poi giungere alla città romana.
La località Sant'Angelo di Cerreto Sannita cui fa riferimento lo studioso Nicolangelo Pacelli in un suo manoscritto deve essere probabilmente la località dove sorge la morgia Sant'Angelo o "leonessa", ricca ancora oggi di sorgenti.
Nel XVIII secolo erano ancora visibili i ponti sui quali scorreva l'acqua e una grande cisterna accanto alle mura da dove l'acqua veniva distribuita a tutta l'urbe tramite delle condutture di piombo.
L'acquedotto entrava nella città da nord (dove il terreno è più alto) e attraverso la torre più settentrionale a avanzata della cinta muraria, di forma esagonale, venivano smistate le acque.

### Terme

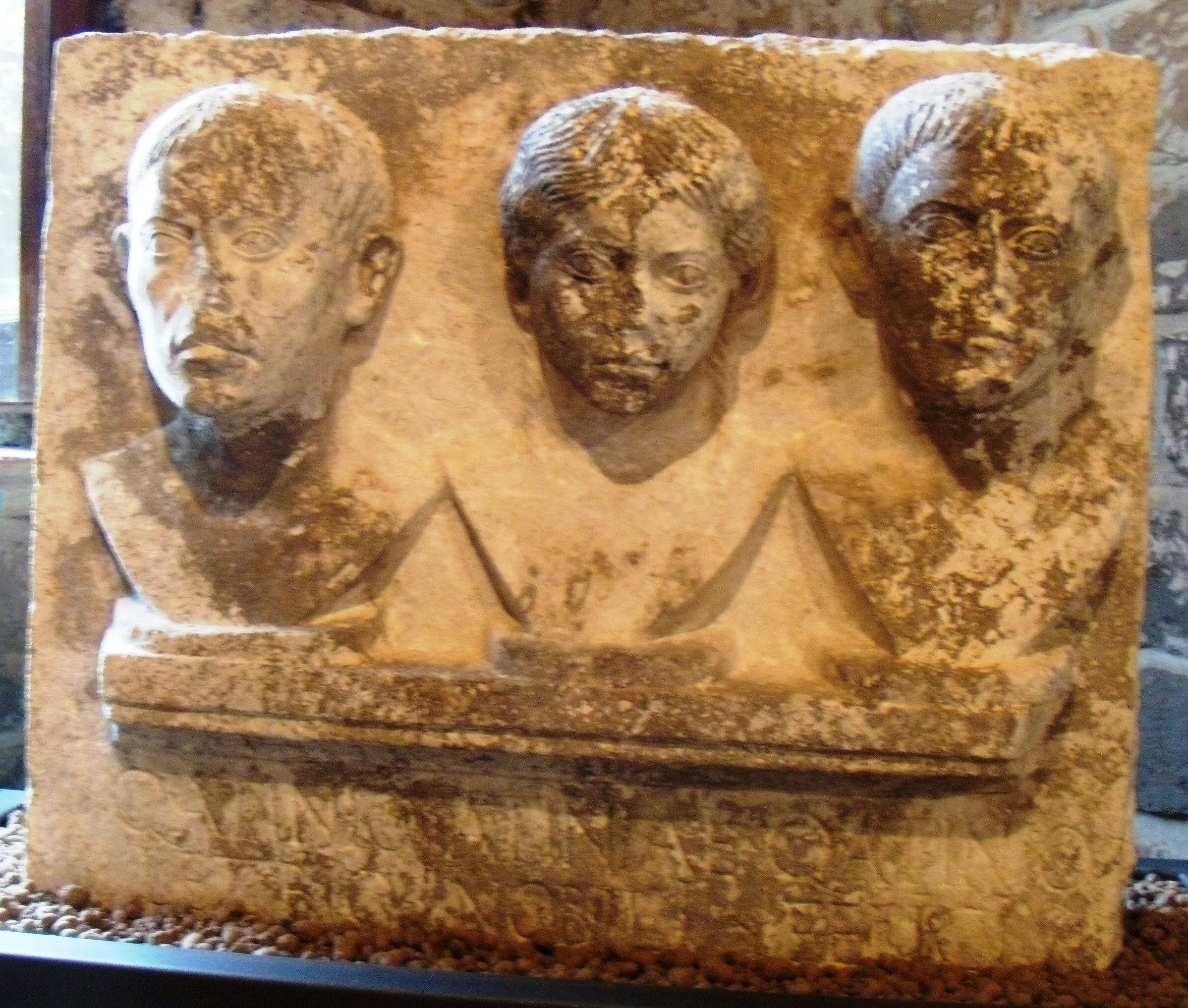
Monumento funerario conservato nell'antiquarium di Telesia.

Le terme erano due, di grandi dimensioni, a testimonianza dell'importanza di Telesia e dell'alto numero dei suoi abitanti. I due complessi termali risalgono al I e al II secolo.
Secondo altre fonti i complessi termali erano tre. I loro ruderi lasciavano intravedere opere a mosaico. e la presenza di numerose vasche.

Uno dei complessi termali fu restaurato da un certo Fabio Massimo, rettore della provincia del Samnium, come si deduce da un'epigrafe che così recita:
Il sistema idrico fu curato da appositi magistrati secondo quanto risulta da alcune epigrafi. Infatti un certo Caio Minucio fu più volte magistrato delle acque.

## Antiquarium di Telesia
Presso l'abbazia benedettina del Santissimo Salvatore di San Salvatore Telesino nel 2010 è stato aperto l'antiquarium di Telesia che raccoglie epigrafi, vasi fittili e reperti trovati nel corso del tempo nell'area archeologica della città romana.